# Ливрага, Хорхе Анхель
Хо́рхе А́нхель Ливра́га Ри́цци (исп. Jorge Angel Livraga Rizzi; среди последователей распространён акроним ХАЛ; 3 сентября 1930, Буэнос-Айрес, Аргентина — 7 октября 1991, Мадрид, Испания) — аргентинский писатель и поэт, основатель международной некоммерческой организации «Новый Акрополь».

## Биография
Родился 3 сентября 1930 года в Буэнос-Айресе. Его родители — мать Виктория Рицци (исп. Victoria Rizzi) и отец Анхель Ливрага (исп. Ángel Livraga) — были потомками итальянских эмигрантов (родители отца из Ливорно, а матери из центральных районов Лигурии), приехавших в Аргентину в конце XIX века. Благодаря этому Ливрага в 1975 году смог получить итальянское гражданство.
Был харизматичным теософом, испытав влияние теософии Е. П. Блаватской (считал себя её учеником) и её последователей Чуруппумулладжа Джинараджадаса и Нилаканты Шри Рама . В 1956 году Х. А. Ливрага основывает журнал «Теософские исследования» (исп. Estudios Teosóficos), в котором освещает произведения Е. П. Блаватской. 
В 1957 году по указанию Нилаканты Шри Рама Ливрага, вместе со своей женой Адой Долорес Альбрехт, основывает международную некоммерческую организацию «Новый Акрополь». В 1981 году из-за накопившихся противоречий супруги развелись, Альбрехт вместе с частью своих сторонников покинула «Новый Акрополь» и создала новую организацию под названием «Ассоциация Хастинапура» (англ. «Hastinapura Association»).
В сентябре 1991 года с целью (по утверждению корреспондента «Вечерней Москвы» О. Хорьковой) «окрестить пребывающую во младенчестве российскую школу "Новый Акрополь", прочитать несколько публичных лекций» приезжал в Москву и провёл пресс-конференцию.
Умер 7 октября 1991 года в Мадриде от приступа.
Бывший национальный командующий «Нового Акрополя» в Египте и Италии Мигель Мартинес отмечает, что внешне Ливрага был человеком высокого роста и плотного телосложения, имел глаза изумрудно-зелёного цвета и светлые волосы, которые носил в виде причёски «ёжик», и усы щёточкой. Также Мартинес указывал, что его ежедневный рацион составляли копчёная ветчина и полента, из алкогольных напитков любил употреблять ликёр и вино. 
Улица в Дивинополисе (Бразилия) носит имя Хорхе Анхеля Ливраги с 2003 года.
Открытая в 2005 библиотека Национального института культуры Панамы была названа именем Хорхе Анхеля Ливраги.

## Сочинения
- ”Lotos”: 1952
- ”Introducción a la Teosofía”: Buenos Aires, Ed. Oreus, 1960
- ”Ankor el Discípulo”: Madrid, Edit. Cunillera, 1972, ISBN 978-84-230-0017-3.
- ”El alquimista: tras la imagen de Giordano Bruno”: Madrid, Edit. Cunillera, 1ª ed. 1974 ISBN 84-230-0041-9.
- ”Manual de primer curso”: Madrid, Ed. Nueva Acrópolis, 1976, ISBN 84-300-0173-5.
- ”Simbología Teológica”: 1976.
- ”Fundamentos del ideal acropolitano”: Madrid, Editorial Nueva Acrópolis, 1982
- ”El teatro mistérico en Grecia. I La Tragedia”: Madrid, Ed. Nueva Acrópolis, 1987 ISBN 84-85982-28-2.
- ”Möassy, el perro”: Madrid, Ed. Nueva Acrópolis, 1990
- ”Tebas”: Madrid, Ed. Nueva Acrópolis, 1990, ISBN 84-85982-26-6.
- ”Los Espíritus Elementales de la Naturaleza”: Barcelona, Ed. Nueva Acrópolis, 1995, ISBN 84-85982-19-3.
- ”El ideal político”
- ”Cartas a Delia y Fernando”: Madrid, Ed. Nueva Acrópolis, 1981, ISBN 84-300-4075-7
- ”Los mitos del siglo XX”: 1982
- ”Pensamientos”: Madrid, Ed. Nueva Acrópolis, 1982, ISBN 84-85982-02-9 (recopilación de citas).
- ”Magia, Religión y Ciencia para el tercer milenio” (conferencias, volúmenes I a VI): Madrid, Ed. Nueva Acrópolis, 1982-2010.
- ”Peligros del racismo”: Madrid, Ed. Nueva Acrópolis, 1997
- ”Psicología”.

### Переводы на русский язык
- Фивы / Пер. с исп. Е. Сикирич, А. Ковалёв. — М.: Новый Акрополь, 1995. — 158 с.  (Библиотека "Нового Акрополя"). ISBN 5-85738-003-0
- Сокровенный смысл жизни: Сборник / Хорхе Анхель Ливрага, Делия Стейнберг Гусман; Пер. с исп.: Е. Сикирич и др. — 2-е изд. — М. : Новый Акрополь, 2004. — 408 с. ISBN 5-901650-04-2, 2005. ISBN 5-901650-11-5.
- Введение в мудрость Востока : пер. с исп. — 2-е изд., испр. — М. : Новый Акрополь, 2005. — 160 с.  ISBN 5-901650-09-3
- Анкор-ученик: роман: пер. с исп. — М. : Новый Акрополь, 2006. — 332 с.  (Сокровенная история Атлантиды). ISBN 5-901650-27-1
- Таинственное искусство побеждать. — М. : Новый Акрополь, 2007. — 29 с. (Библиотека "Нового Акрополя"). ISBN 978-5-901650-24-0
- Предопределённость, или Свобода выбора? — М. : Новый Акрополь, 2007. — 18 с. (Библиотека "Нового Акрополя"). ISBN 978-5-901650-32-5
- Элементалы — духи природы = Los espiritus elementales de la naturaleza : пер. с исп. — 2-е изд., пересмотр. — М.: Новый Акрополь, 2008. — 153 с. ISBN 978-5-901650-37-0